# Francis McClean
Francis McClean (ur. 1 lutego 1876, zm. 11 sierpnia 1955 w Londynie) – brytyjski inżynier i pionier lotnictwa irlandzkiego pochodzenia.

## Życiorys
Syn Franka McCleana, uczęszczał do Charterhouse School, a następnie Royal Indian Engineering College. W latach 1898–1902 przebywał w Indiach, pracując w Public Works Department. Po powrocie do kraju, w 1907 roku odbył swój pierwszy lot balonem, towarzysząc Griffithowi Brewerowi w zawodach o Puchar Gordona Bennetta. Rok później odbył lot samolotem wraz z Wilburem Wrightem nad Le Mans.
W 1909 roku zawiązał współpracę z braciami Short, oblatując produkowane przez nich samoloty na należących do niego aerodromach w Leysdown, a następnie Eastchurch na wyspie Sheppey. Lotniska dzierżawił również nowo zawiązanemu Aero Club of Great Britain (późniejszy Royal Aero Club). W 1911 roku zaoferował Admiralicji użyczenie samolotów w celu nauczenia kadry wojskowej lotu maszynami cięższymi od powietrza, co stanowiło początek brytyjskiego Royal Naval Air Service. Podobna oferta skierowana do War Office, któremu podlegały wojska lądowe, została odrzucona.
W 1912 roku wykonał przelot wodnosamolotem między wieżami londyńskiego mostu Tower Bridge oraz pod London Bridge, Blackfriars Bridge i Waterloo Bridge, wzbudzając sensację. W 1913 roku odbył lot wzdłuż Nilu, z Aleksandrii przez Kair do Chartum. Lot McCleana zademonstrował, że Afryka może zostać przemierzona bez konieczności kosztownej budowy lotnisk, do międzylądowań wykorzystując zbiorniki wodne.
Po wybuchu I wojny światowej wstąpił do Royal Naval Air Service, odbywając patrole nad kanałem La Manche, by wkrótce zostać głównym instruktorem w Eastchurch. W 1918 roku przeniósł się do nowo sformowanego Royal Air Force, gdzie służył do 1919 roku.
Poza lotnictwem McClean był również pionierem fotografii podwodnej, w 1912 roku wykonując serię zdjęć wraku statku „Oceana” zatopionego nieopodal Eastbourne.
W 1926 roku otrzymał tytuł szlachecki. Uhonorowany został także Krzyżem Sił Powietrznych. Zmarł na skutek choroby w 1955 roku.